# Wayneburnhamita
La wayneburnhamita és un mineral de la classe dels silicats.

## Característiques
La wayneburnhamita és un silicat de fórmula química Pb₉Ca₆(Si₂O₇)₄(SiO₄)₃. La seva composició és molt similar a la de la ganomalita. Cristal·litza en el sistema hexagonal. És l'únic mineral silicat que conté exclusivament calci i plom sense contenir ni hidrogen ni halogens. Va ser aprovada com a espècie vàlida per l'Associació Mineralògica Internacional l'any 2015. És l'anàleg de calci de la ganomalita, de la qual n'és isostructural.

## Formació i jaciments
Va ser descoberta a Sky Blue Hill, al Comtat de Riverside (Califòrnia, Estats Units). També ha estat descrita a la mina Jakobsberg, situada al districte miner de Nordmark, pertanyent al municipi de Filipstad (Värmland, Suècia). Aquests dos indrets són els únics de tot el planeta on ha estat descrita aquesta espècie mineral.